# Baha' al-din Zuhair
Baha 'al-din Zuhair (1186-1258) fue un poeta árabe nacido en o cerca de la Meca, y se hizo célebre como el mejor escritor de prosa y verso y el mejor calígrafo de su tiempo.
Entró al servicio del sultán Malik Salih Al-Najm ud-Din en Mesopotamia, estando con él en Damasco hasta que el sultán fue traicionado y encarcelado. Después del golpe, Baha 'al-din se retiró a Naplusa donde permaneció hasta que Najm ud-Din escapó y obtuvo la posesión de Egipto, a donde él lo acompañó en 1240. Allí se mantuvo al lado del sultán como secretario confidencial hasta su muerte, debido a una epidemia en 1258.
Su poesía se compone principalmente de panegírico y brillante ocasionales versos distinguidos por su elegancia. Sus obras fueron traducidas por al inglés por Edward Henry Palmer en 1877. Su vida fue escrita por el erudito Ibn Khallikan.